# Абделлауе, Мустафа
Мустафа́ Абделла́уе (норв. Mustafa Abdellaoue; род. 1 августа 1988, Осло) — норвежский футболист, нападающий. Выступал за сборную Норвегии.

## Биография
Имеет марокканские корни, младший брат игрока сборной Норвегии Мохаммеда Абделлауе (род. 1985), двоюродный брат игрока сборной Норвегии Омара Элабделлауи (род. 1991) и игрока юношеских сборных Норвегии и Марокко Йонеса Эль-Абделлауи (род. 2006).
Дебютировал во взрослом футболе за «Шейд» в 2006 году. В сезоне 2011 года в составе «Тромсё» стал лучшим бомбардиром чемпионата Норвегии

## Статистика

### Матчи Абделлауе за сборную Норвегии
| Матчи Абделлауе за сборную Норвегии | Матчи Абделлауе за сборную Норвегии | Матчи Абделлауе за сборную Норвегии | Матчи Абделлауе за сборную Норвегии | Матчи Абделлауе за сборную Норвегии | Матчи Абделлауе за сборную Норвегии |
| ----------------------------------- | ----------------------------------- | ----------------------------------- | ----------------------------------- | ----------------------------------- | ----------------------------------- |
| №                                   | Дата                                | Соперник                            | Счёт                                | Голы Абделлауе                      | Соревнование                        |
| 1                                   | 15 января 2012                      | Датская Суперлига                   | 1:1                                 | —                                   | Товарищеский матч                   |
| 2                                   | 18 января 2012                      | Таиланд                             | 1:0                                 | —                                   | Товарищеский матч                   |
| 3                                   | 21 января 2012                      | Республика Корея                    | 0:3                                 | —                                   | Товарищеский матч                   |

Итого: 3 матча / 0 голов; 1 победа, 1 ничья, 1 поражение.